# Russischer Zupfkuchen

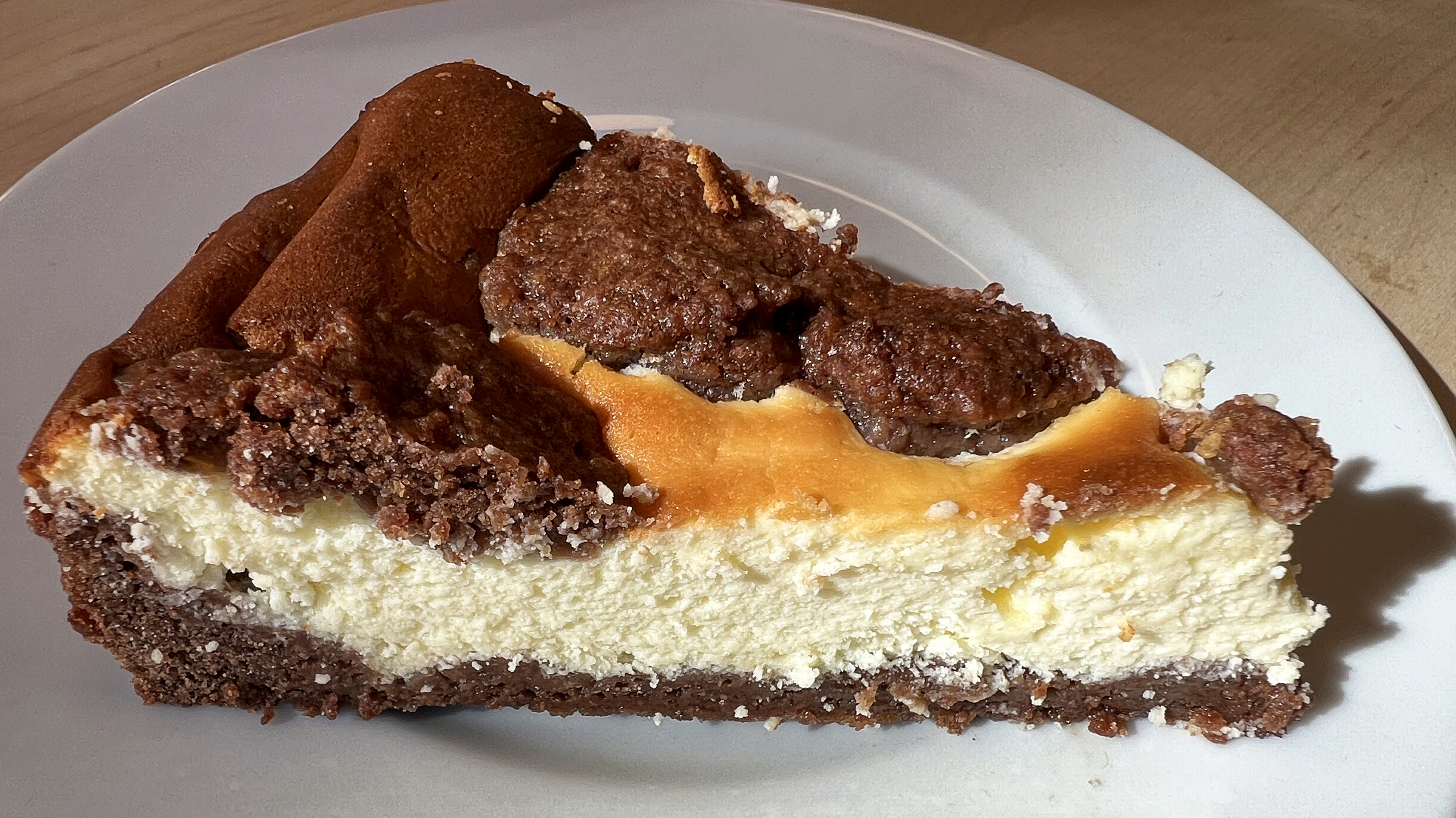
Russischer Zupfkuchen

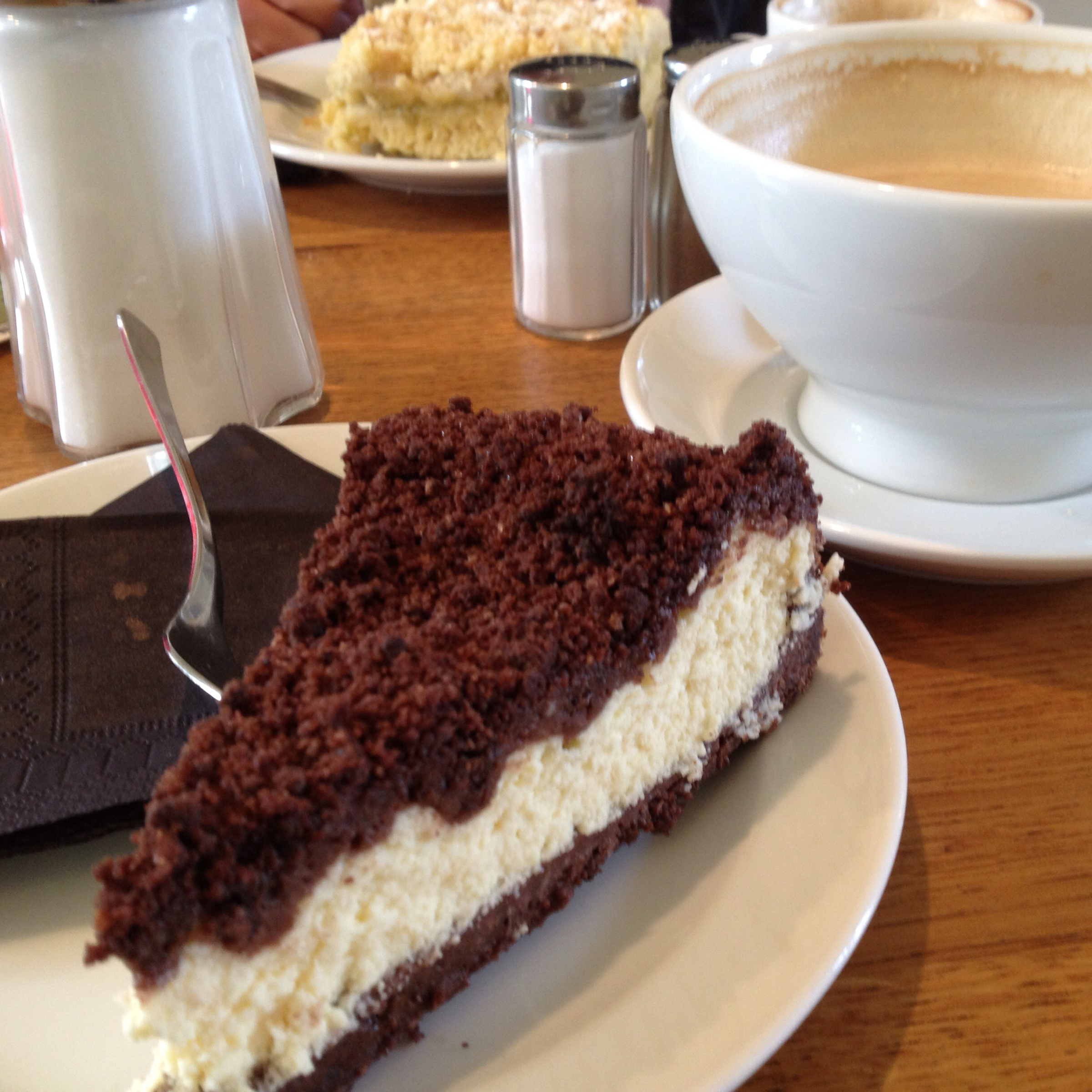
Variante mit bedeckter Oberfläche

Russischer Zupfkuchen ist eine Kombination aus Schokoladen- und Käsekuchen mit „gezupften“ Schokoteig-Flocken auf der Decke. Boden, Rand und Flocken entstehen aus einem Knetteig mit Kakaogeschmack, die Füllung aus einer Quarkmasse und meist etwas Zitronenaroma.

## Herkunft
Der Ursprung des Zupfkuchenrezeptes und des Namens ist unklar, und seriöse Quellen sind schwer aufzufinden.
Für die Bekanntheit scheint die Firma Dr. Oetker eine wichtige Rolle zu spielen. Sie beantwortete laut Recherchen von Jacob Hein seine Nachfragen, was er in seinem Blog der TAZ so zusammenfasst: Die Backmischung Russischer Zupfkuchen wurde ab Januar 1993 angeboten. Der Kuchen habe seinen Ursprung nicht in Russland. Das Rezept erhielt die Firma im Rahmen eines Rezeptwettbewerbs des Back-Clubs. Bei diesem Wettbewerb wurde das Rezept in sehr vielen Variationen eingereicht, woraufhin die Firma ihre Backmischungsvariante entwickelte. Die „Teigzupfer“ sollen im ungebackenen Zustand an Zwiebelturmspitzen russischer Kirchen erinnern.
Ein Rezept (wie auch der Name) findet sich früher im DDR-Kalender Guten Appetit für das Jahr 1989, erschienen 1988. In der Berliner Zeitung vom 14. Juni 1997 findet sich die Bezeichnung Preußische[r] Zupfkuchen, die dem DWDS reichte, dies als Beispiel aufzunehmen.